# جون بوتا (منافس ألعاب قوى)
جون بوتا (بالإنجليزية: Johan Botha) هو منافس ألعاب قوى جنوب أفريقي، ولد في 10 يناير 1974.

## وصلات خارجية
- جون بوتا على موقع الاتحاد الدولي لألعاب القوى (الإنجليزية)
- جون بوتا على موقع أوليمبيديا (الإنجليزية)